# Lună plină

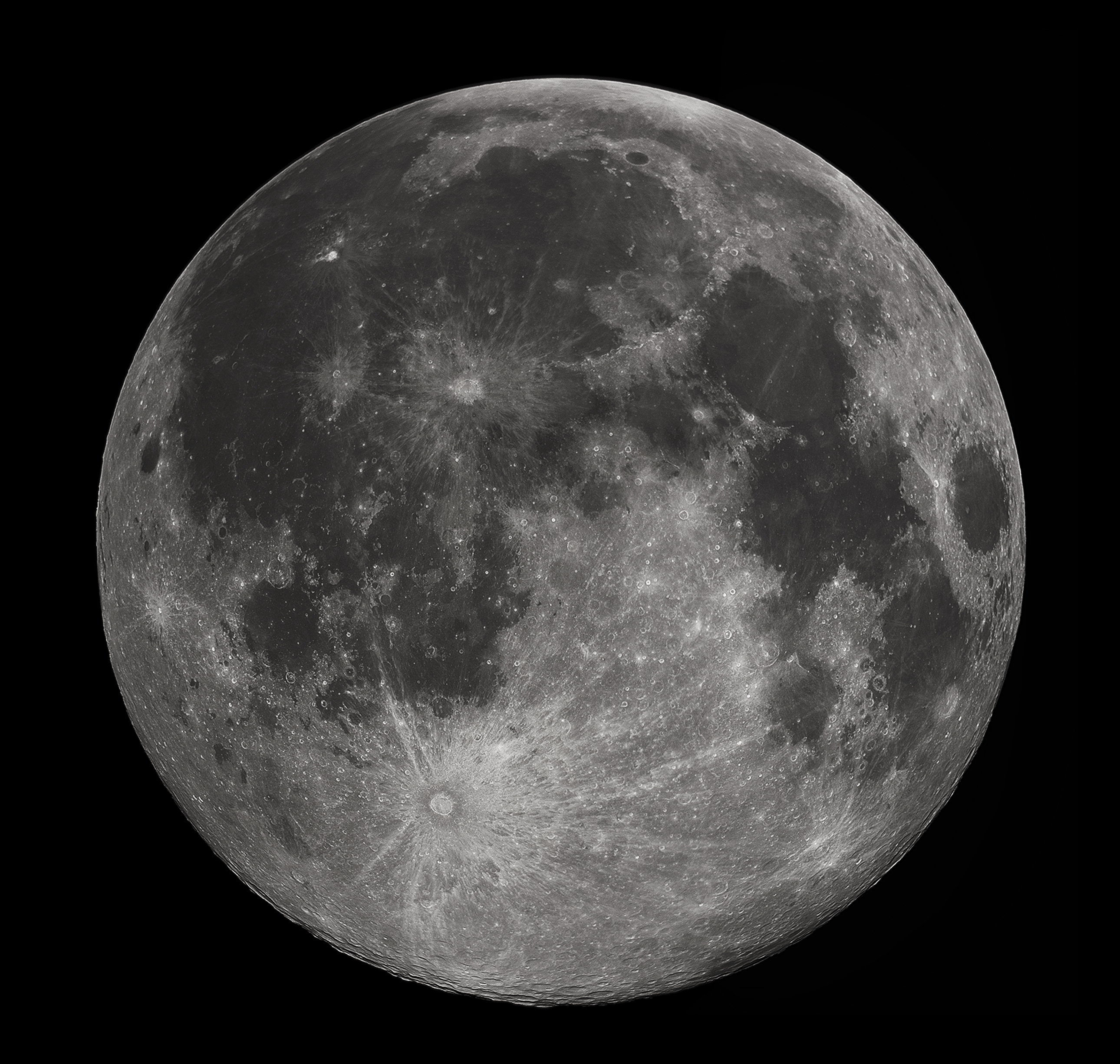
Lună plină fotografiată cu un telescop de 235 mm de tip Schmidt-Cassegrain. Luna se afla la latitudinea ecliptică nordică maximă, încât craterele din sud sunt foarte vizibile.

Luna plină este faza lunară care apare atunci când Luna văzută de pe Pământ apare complet luminată de Soare. Aceasta se întâmplă când Luna este în opoziție cu Soarele, adică Pământul se află aproximativ pe linia care unește Luna cu Soarele, mai exact atunci când longitudinea ecliptică a Soarelui și a Lunii diferă cu 180 de grade.
Eclipsele de Lună pot avea loc numai în faza de lună plină, când Luna trece prin umbra Pământului. Eclipsele de Lună nu apar în fiecare lună, pentru că orbita Lunii și a Pământului nu sunt exact coplanare și deci Luna trece de obicei fie pe deasupra umbrei Pământului (aflată în planul ecliptic), fie pe sub ea. Eclipsele lunare pot avea loc numai atunci când luna plină are loc în apropierea celor două noduri orbitale, fie nodul ascendent, fie cel descendent. Acest lucru face ca eclipsele să se producă aproximativ la fiecare 6 luni și adesea la două săptămâni înainte sau după o eclipsă de Soare.
Intervalul de timp dintre două faze ale Lunii de același fel, numit lună sinodică, este în medie de aproximativ 29,53 zile. Prin urmare, în calendarele lunare în care fiecare lună începe de la luna nouă, de exemplu calendarul islamic, luna plină cade pe data de 14 sau 15 ale lunii. O lună a unui astfel de calendar are un număr întreg de zile și astfel durata ei este de 29 sau 30 de zile.

## Caracteristici

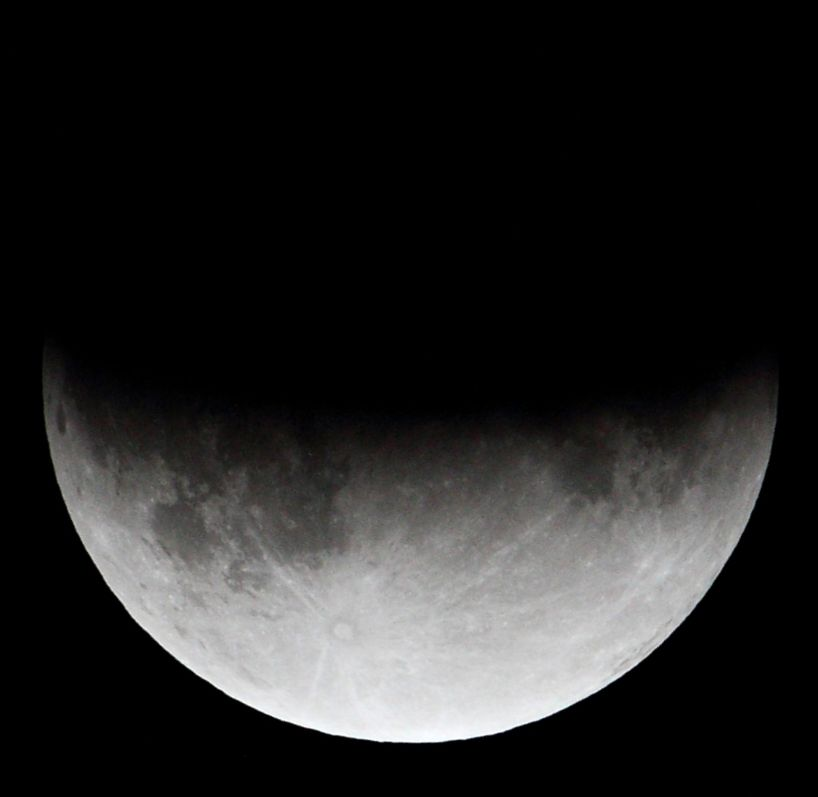
Fotografie a lunii pline în timpul eclipsei parțiale de lună din 26 iunie 2010

### Formulă
În ipoteza că Luna are o orbită circulară, momentul lunii pline se poate calcula aproximativ cu următoarea formulă:

{\displaystyle d=20.362955+29.530588861\times N+102.026\times 10^{-12}\times N^{2}}
unde N este numărul de luni pline pornind de la începutul anului 2000, iar d este numărul de zile de la 1 ianuarie 2000 ora 00:00:00 în scara de timp terestru utilizată în astronomie pentru calculul efemeridelor. Ora în Timpul Universal (UT) se poate obține adunând termenul:
{\displaystyle -0.000739-(235\times 10^{-12})\times N^{2}} zile
Cum orbita Lunii nu este circulară, această formulă are o eroare de până la aproximativ 14,5 ore.
Mărimea aparentă a Lunii în faza de lună plină și vârsta ei (numărul de zile de la cea mai recentă lună nouă) nu sînt constante, ci variază cu o perioadă de circa 14 luni sinodice.

## Luna plină și observațiile astronomice

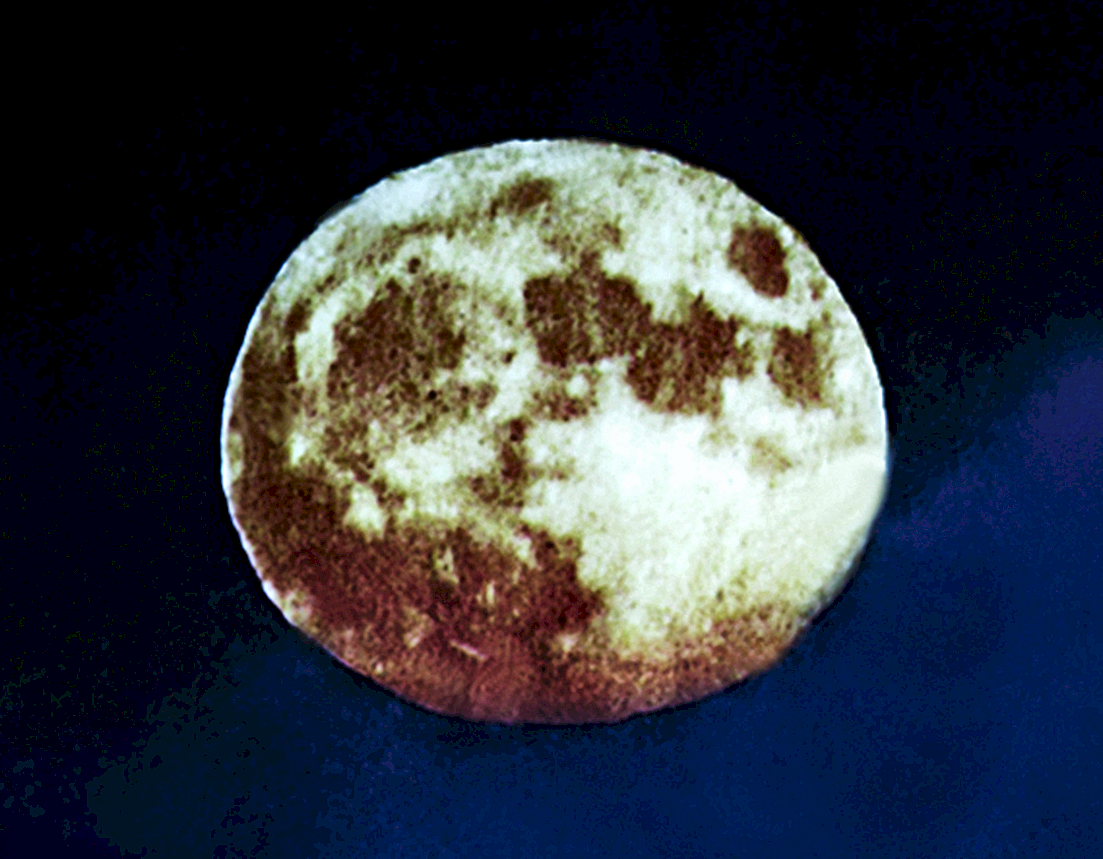
Lună plină la distanța de 356.000 km, 14.11.2016

În timp ce Luna plină provoacă fericirea tuturor celor care au nevoie să vadă în timpul nopții, această fază a Lunii este supărătoare pentru astronomi. Într-adevăr, strălucirea ei face dificile observațiile altor corpuri cerești.
În afară de aceasta, Luna, în această fază, nu este interesantă de observat, întrucât, fiind iluminată din față, relieful său se distinge mai greu. De aceea astronomii folosesc filtre de sticlă specială, numite „filtre lunare”, pentru mărirea contrastului și pentru atenuarea strălucirii.

## Un eveniment deosebit legat de Luna plină: eclipsa de Lună
Dacă în timpul Lunii pline, Luna întâlnește ecliptica,  (i.e. dacă ea se află pe axa de revoluție a Pământului) (un asemenea punct de întâlnire se numește nod), se produce o eclipsă de Lună .
Luna va primi atunci o culoare roșcată.
O eclipsă de Lună se vede de pe toată partea Pământului care este în fața Lunii și dă impresia că unui observator i se desfășoară, în fața ochilor săi, toate fazele Lunii într-o singură seară.

## În religii
În Hinduism, numeroase festivaluri foarte cunoscute se țin urmând un calendar anual al Lunii pline. Sărbătoarea aniversară a lui Hanuman, zeul – maimuță, este un exemplu.